# XXY (фильм)
«Икс-Икс-Игрек» — драма режиссёра Лусии Пуэнсо об интерсекс подростке Алекс.
Фильм рассказывает о трудностях жизни интерсекс-человека, его переживаниях, добродетели и жестокости окружающих. Картина была отмечена рядом наград международных кинофестивалей.

## Сюжет
Алекс Кракен — пятнадцатилетний подросток с признаками обоих полов, он использует лекарственные препараты, чтобы подавить свою мужскую часть, однако в последнее время это стало его тяготить.
После рождения Алекс отец принял решение не допустить «нормализующей» операции, чтобы дать Алекс возможность выбора идентичности, когда она (он) подрастёт. Чтобы оградить Алекс от трансфобии большого города, семья уезжает из Буэнос-Айреса и селится в удалённом посёлке на берегу моря в Уругвае.
Фильм начинается с приезда гостей, друзей матери Алекс, — шестнадцатилетнего Альваро и его родителей. Их пригласили, поскольку отец Альваро работает пластическим хирургом, в частности, занимается операциями по смене пола. Неожиданно вспыхнувший роман между двумя подростками вынуждает главных героев столкнуться с их крайними страхами и переворачивает весь ход событий. По деревне начинают ходить слухи.
Весь фильм пронизан темой амбивалентности: Алекс держит у себя аквариум с рыбками-клоунами, природными гермафродитами-дихогамиями, могущими быть и мужчиной и женщиной, при этом фамилия «Кракен» отсылает зрителя к мифическому морскому чудовищу. Название «XXY» является ссылкой на XXY-синдром (Синдром Клайнфельтера), к которому на самом деле главный герой отношения не имеет, его заболевание описано как адреногенитальный синдром.

## В ролях
- Рикардо Дарин — Кракен
- Валерия Бертуччелли — Сули
- Херман Паласиос — Рамиро
- Каролина Пельерити — Эрика
- Мартин Пироянски — Альваро
- Инес Эфрон — Алекс
- Гильермо Анхелелли — Хуан
- Сесар Тронкосо — Вашингтон
- Жан Пьер Регерра — Эстебан
- Айлин Салас — Роберта
- Лусиано Нобиль — Вандо
- Лукас Эскарис — Сауль

## Награды и номинации
(по данным IMDb)
- 2007 — Афинский кинофестиваль: Golden Athena
- 2007 — Бангкокский кинофестиваль: Golden Kinnaree Награда, Лучший художественный Фильм
- 2007 — Каннский кинофестиваль: Critics Week Grand Prize and Grand Golden Rail
- 2007 — Международный кинофестиваль в Картахене (Колумбия): Golden India Catalina: Лучшая актриса, Лучший художественный фильм
- 2007 — Clarin Entertainment Awards: Лучшая актриса, Лучший фильм, Лучший первый фильм, Лучшая новая актриса, Лучшая актриса второго плана
- 2007 — Эдинбургский кинофестиваль: New Director’s Award
- 2007 — Монреальский кинофестиваль Нового Кино: Награда кинокритиков
- 2007 — World Soundtrack Award: Находка года
- 2008 — Ассоциация кинокритиков Аргентины: Лучший фильм
- 2008 — приз «Розовый персик» Международного кинофестиваля в Атланте
- 2008 — Международный ЛГБТ-Кинофестиваль «Бок о Бок»: Лучший художественный фильм
- 2008 — Премия «Ариэль»: Golden Ariel, Лучший латиноамериканский фильм
- 2008 — Премия «Гойя»: Лучший испанский фильм